# 悪霊 (江戸川乱歩)
『悪霊』（あくりょう）は、江戸川乱歩の著した未完の探偵小説である。

## 概要
推理小説の専門誌『新青年』に1933年（昭和8年）11月号から翌年の1月号まで連載された。『新青年』編集部の懇請に応じて執筆を開始、大衆小説を書いていた乱歩が2年ぶりの本格推理小説復帰と注目されたが、途中で乱歩が創作意欲をなくし、2号続けて休載した後、4月号に読者へ「失敗のひとつの理由は、種々の事情の為に、全体の筋立ての未熟のまま、執筆を始めた点にもあったと思いますが、抜け殻同然の文章を羅列するに堪えませんので、ここに作者としての無力を告白して、『悪霊』の執筆をひとまず中絶することに致しました」との詫び状を書いた上で中断となった。その後も執筆が再開されることはなく、乱歩の死によって永遠に未完の作品となった。
乱歩は義理堅い性格で、掲載した新青年は乱歩のデビュー作『二銭銅貨』を連載しており、同誌からの執筆依頼を断れなかった。2年の空白は予想以上に乱歩の勘を鈍らせ、意外性のある展開が全く浮かばず中断に至った。雑誌側も人気作家である乱歩に早く連載して欲しいと構想が固まる前に見切り発車してしまった。

## あらすじ
小説家の私は、中年の失業者から無理やり2冊の重厚な犯罪記録を売りつけられる。眠れない夜、暇つぶしにその記録を読み始めた私はあまりの面白さにそれを発表することにした。その犯罪記録は祖父江進一という人物が岩井坦という人物に送った手紙の束であった。その手紙の内容は…。
私（祖父江）が降霊術仲間の姉崎曽恵子未亡人を訪ねた時、姉崎未亡人は土蔵の2階で全裸で殺害されていた。姉崎未亡人が殺害された時、息子は旅行中で、使用人も外出中であり、姉崎邸には未亡人しかいなかった。姉崎未亡人が殺害された土蔵の鍵はかけられており、鍵は死体の下にあった。また、姉崎未亡人の死体には細かな傷が数多くつけられており、血もでたらめに流れていた。さらに姉崎未亡人の着物で血を拭いた跡が残っており、そこには謎の記号が記された紙が残されていた。姉崎邸の前に住み着いていた浮浪者に話を聞いたところ、犯行がおこなわれたと思われる時間帯に姉崎邸の門に入っていったのは中年の紳士と時代遅れの矢絣の着物を着て、時代遅れの髪型をした女性の2人だという。矢絣の着物を着た女性は近所でも目撃されていた。なお、浮浪者は両足を失っており、土蔵に忍びこむことは不可能だった。
その後、私は心霊学会の中心人物・黒川博士の家を訪れた際、黒川博士が面倒を見ている霊媒師が姉崎未亡人の死を予言したことを知らされる。その日、心霊学会のメンバーが黒川邸に集まり、降霊術がおこなわれるが、そのとき、霊媒師は「犯人はこの中にいる」「目の前の美しい人が次に犠牲になる」と口にし、意識を失う。一体、犯人は誰なのか。

## 登場人物
祖父江進一（そぶえ しんいち）A新聞学芸部記者。私にもたらされた手紙の送り主。
岩井坦（いわい たん）私にもたらされた手紙の受取人。私は手紙の束を売りつけた中年の失業者のことではないかと考えている。
姉崎曽恵子（あねざき そえこ）実業家の未亡人。30すぎの美しい女性。土蔵で全裸死体で発見される。
黒川博士（くろかわ はかせ）心理学者。心霊学会の中心人物。
龍ちゃん（りゅうちゃん）黒川博士が面倒を見ている盲目の少女。18歳。多重人格者で「織枝」という人格が出てくると霊媒師の役割を果たす。
園田（そのだ）文学士。大学卒業後も黒川研究室で助手のような役割を果たす。姉崎邸で発見された謎の記号を知っているという。
熊浦（くまうら）民間の妖怪研究者。心霊学会の創設者。
黒川鞠子（くろかわ まりこ）黒川博士の娘。18歳の美少女。母は博士の先妻で、現在の黒川夫人は鞠子の継母。

## 補筆の試み
2023年に作家の今井K氏が『悪霊』＜完結版＞を文芸社から刊行し、連載中断から90年後の2024年、芦辺拓氏が本作の補筆完結編として『乱歩殺人事件―「悪霊」ふたたび』（KADOKAWA）を刊行した。

## 収録
- 江戸川乱歩全集第18巻（1963年4月、桃源社）
- 江戸川乱歩全集第7巻 黒蜥蜴（1969年10月11日、講談社）
- 江戸川乱歩全集第9巻（1979年6月20日、講談社）
- 光文社文庫『江戸川乱歩全集第8巻 目羅博士の不思議な犯罪』（2004年）
- 江戸川乱歩全集第18巻（2009年10月、沖積社）※ 桃源社の全集の覆刻版